# Championship Manager
Championship Manager è il primo titolo della omonima serie di videogiochi manageriali calcistici, creata dai fratelli Paul e Oliver Collyer. Il gioco ebbe un buon successo, tale da spingere i fratelli Collyer a creare la Sports Interactive e a continuare la serie.